# Hadrestia
Hadrestia är ett släkte av tvåvingar. Hadrestia ingår i familjen vapenflugor.
Kladogram enligt Catalogue of Life:
| Hadrestia | \| \| Hadrestia aenea \| \| \| \| \| \| Hadrestia digitata \| \| \| \| |
|           | \| \| Hadrestia aenea \| \| \| \| \| \| Hadrestia digitata \| \| \| \| |
|           | Hadrestia aenea                                                        |
|           |                                                                        |
|           | Hadrestia digitata                                                     |
|           |                                                                        |